# Hubert-Joseph Renard
Hubert-Joseph Renard, dit Delaroche, né à Luxembourg en 1777 ou 1778 et mort le 25 mai 1801 à Belle-Île-en-Mer, est un officier de l'Armée catholique et royale de Bretagne et un agent secret chouan.

## Biographie
Il fut secrétaire de Joseph Le Leuch.
Appelé « le paysan de Port-Hallan », il fut accusé de « complot prémédité pour vente de l'île aux Anglais » exécuté le 25 mai 1801 à Belle-Île-en-Mer.